# Liste der Stolpersteine in Döbeln
Die Liste der Stolpersteine in Döbeln enthält sämtliche Stolpersteine, die im Rahmen des gleichnamigen Kunst-Projektes von Gunter Demnig in Döbeln im Landkreis Mittelsachsen verlegt wurden.

## Hintergrund
Mit diesen Gedenksteinen soll Opfern des Nationalsozialismus gedacht werden, die in Döbeln lebten und wirkten. Auf Initiative des Lessing-Gymnasiums wurden die ersten fünf Stolpersteine am 25. Mai 2007 eingesetzt. Weitere Verlegungen erfolgten 2013 und 2015. Im November 2015 wurden Stolpersteine gestohlen bzw. beschädigt und mussten ersetzt werden. Insgesamt wurden bisher 16 Stolpersteine an 9 Adressen verlegt.
Die Recherche und Koordination liegt maßgeblich in den Händen ehrenamtlich tätiger Mitglieder der AG Geschichte des Treibhaus e. V. Döbeln im Rahmen einer geförderten Projektarbeit.  Jährlich werden Mahnwachen und ein Stolpersteinradeln organisiert sowie Informationsmaterialien publiziert. Seit 2015 engagiert sich der Treibhaus e. V. auch für die Verlegung von Stolpersteinen im gesamten Altlandkreis Döbeln, d. h. auch in Hartha, Leisnig, Roßwein und Waldheim.

## Liste der Stolpersteine in Döbeln
Zusammengefasste Adressen zeigen an, dass mehrere Stolpersteine an einem Ort verlegt wurden. Die Tabelle ist teilweise sortierbar; die Grundsortierung erfolgt alphabetisch nach der Adresse. Die Spalte Person, Inschrift wird nach dem Namen der Person alphabetisch sortiert.
| Bild | Adresse                       | Verlegedatum  | Person, Inschrift | Kurzvita / Anmerkungen |
| ---- | ----------------------------- | ------------- | --- | --- |
|      | Albertstraße 23 (Lage)        | 4. Dez. 2013  | Hier wohnte Curt Leo Jacobsohn Jg. 1889 deportiert 1943 Auschwitz-Monowitz ‘Arbeitserziehungslager‘ Grossbeeren ermordet 29.2.1944                        | |
|      | Albertstraße 23 (Lage)        | 4. Dez. 2013  | Hier wohnte Else Jacobsohn Jg. 1891 deportiert 1942 Riga ermordet                                                                                         | |
|      | Am Steigerhaus 2 (Lage)       | 11. Nov. 2015 | Hier wohnte Leopold Max Bobbe Jg. 1908 ‚Schutzhaft‘ 1938 Buchenwald Flucht 1939 Belgien interniert Drancy deportiert 1942 ermordet 29.9.1942 Auschwitz    | Leopold Max Bobbe |
|      | Bahnhofstraße 51 (Lage)       | 11. Nov. 2015 | Hier wohnte Dr. David Gutherz Jg. 1895 deportiert 1943 ermordet in Auschwitz                                                                              | |
|      | Bahnhofstraße 51 (Lage)       | 11. Nov. 2015 | Hier wohnte Dr. Helene Gutherz Jg. 1890 vor Deportation Flucht in den Tod 1943                                                                            | |
|      | Bahnhofstraße 73 (Lage)       | 11. Nov. 2015 | Hier wohnte Karl Glasberg Jg. 1922 deportiert 1943 ermordet in Auschwitz                                                                                  | |
|      | Bahnhofstraße 73 (Lage)       | 11. Nov. 2015 | Hier wohnte Max Glasberg Jg. 1920 verhaftet KZ Sachsenhausen ermordet 7.3.1940                                                                            | |
|      | Breite Straße 17 (Lage)       | 4. Dez. 2013  | Hier wohnte Hugo Totschek Jg. 1880 verhaftet 1933 Gefängnis Freiberg Flucht in den Tod 8.12.1933                                                          | |
|      | Breite Straße 17 (Lage)       | 4. Dez. 2013  | Hier wohnte Margarete Totschek geb. Grünthal Jg. 1882 deportiert 1942 Piaski ermordet                                                                     | |
|      | Breite Straße 17 (Lage)       | 4. Dez. 2013  | Hier wohnte Fritz Rudolph Totschek Jg. 1911 eingewiesen 23.5.1940 Heilanstalt Arnsdorf ‘verlegt‘ 14.1.1941 Pirna-Sonnenstein ermordet 14.1.1941 Aktion T4 | |
|      | Fronstraße 9 (Lage)           | 11. Nov. 2015 | Hier wohnte Ella Zacharias geb. 1884 deportiert 1941 Łodz / Litzmannstadt ermordet 4.5.1942 Chelmno / Kulmhof                                             | |
|      | Fronstraße 9 (Lage)           | 11. Nov. 2015 | Hier wohnte Johanna Weissblüth geb. Zacharias Jg. 1883 deportiert 1942 Riga ermordet 20.12.1944 Stutthof                                                  | |
|      | Obermarkt 14 (Lage)           | 4. Dez. 2013  | Hier wohnte Leopold Heynemann Jg. 1873 gedemütigt / entrechtet tot 26.3.1941                                                                              | |
|      | Obermarkt 14 (Lage)           | 4. Dez. 2013  | Hier wohnte Frida Heynemann geb. Cohn Jg. 1879 deportiert 1943 ermordet in Auschwitz                                                                      | |
|      | Straße des Friedens 14 (Lage) | 11. Nov. 2015 | Hier wohnte Gertrud Emilie Jastrow geb. Ikenberg Jg. 1895 deportiert 1942 ermordet in Sobibor                                                             | Gertrud Jastrow, geb. Ikenburg, wurde 1895 in Döbeln geboren. Sie heiratete Joseph Jastrow und wohnte mit ihm in Berlin. 1942 wurde sie ins Vernichtungslager Sobibor deportiert. |
|      | Theaterstraße 4 (Lage)        | 11. Nov. 2015 | Hier wohnte Marie Rothstein geb. Gutherz Jg. 1886 verhaftet 1942 KZ Ravensbrück ermordet 12.10.1942                                                       | |